# Эйдельман, Борис Львович
Борис Львович Эйдельман (11 февраля 1867 — 2 августа 1939) — деятель российского революционного движения, педагог и публицист.
Родился в селе Стрижавка (ныне — Винницкий район, Винницкая область, Украина) в семье мелкого торговца. В 1890 году поступил в Киевский университет, с 1893 года включился в революционную деятельность. В 1894—1897 годах принимал участие в создании Русской социал-демократической группы, группы «Рабочее дело», «Рабочей газеты», киевского «Союза борьбы за освобождение рабочего класса». В 1898 году принимал участие в I Съезде РСДРП в Минске, где они вместе с Н.Вигдорчиком представляли «Рабочую газету». На съезде был избран в состав Центрального Комитета РСДРП, но вскоре арестован и заключён в Петропавловскую крепость, в 1900 году выслан в Сибирь. После возвращения из ссылки принимал участие в революции 1905—1907 годов, после чего отошёл от революционной деятельности, в 1910 году окончил медицинский факультет Киевского университета. После Октябрьской революции 1917 года работал в Наркомтруде, с 1919 года преподавал в Школе имени ВЦИК, с 1925 года — персональный пенсионер. Является автором ряда публикаций по истории революционного движения в России, некоторые из которых были включены в книгу «Первый съезд РСДРП».
Умер в Москве. Урна с прахом захоронена в колумбарии Новодевичьего кладбища (колумбарий, секция 1).

## Публикации
- Первый съезд РСДРП, М.-Л., 1926